# Dante Exum
Dante Exum (Melbourne, 13 de julho de 1995) é um basquetebolista profissional australiano que atualmente joga pelo Dallas Mavericks na NBA. O atleta possui 1,98 m de altura, pesa 86 kg e sua joga na posição armador.
Exum foi selecionado na escolha de número 5 da primeira rodada do draft da NBA de 2014 pelo Utah Jazz, onde jogou por 5 temporadas, desde a temporada 2014-2015 até a temporada 2019-2020, mantendo média de 5,6 pontos por jogo. 
Após 5 temporadas em Utah, Exum passou a jogar pelo Cleveland Cavaliers, time que defendeu pelas duas temporadas subsequentes, desde a temporada 2019-2020 até   a temporada 2020-2021,mantendo média de 4,7 pontos por jogo. 
Posterior a 7 temporadas na NBA, Exum defendeu times do basquete europeu, como o Barça Basket, time do Barcelona na liga europeia de basquete, e o KK Partizan Mozzart Bet.
Depois de jogar 2 temporadas na Europa, Exum retornou à NBA para defender o Dallas Mavericks a partir da temporada 2023-2024.

## Ligações Externas
- Dante Exum no X
- Perfil de Dante Exum no basketball-reference